# Lennart Johansson
Pour les articles homonymes, voir Johansson.

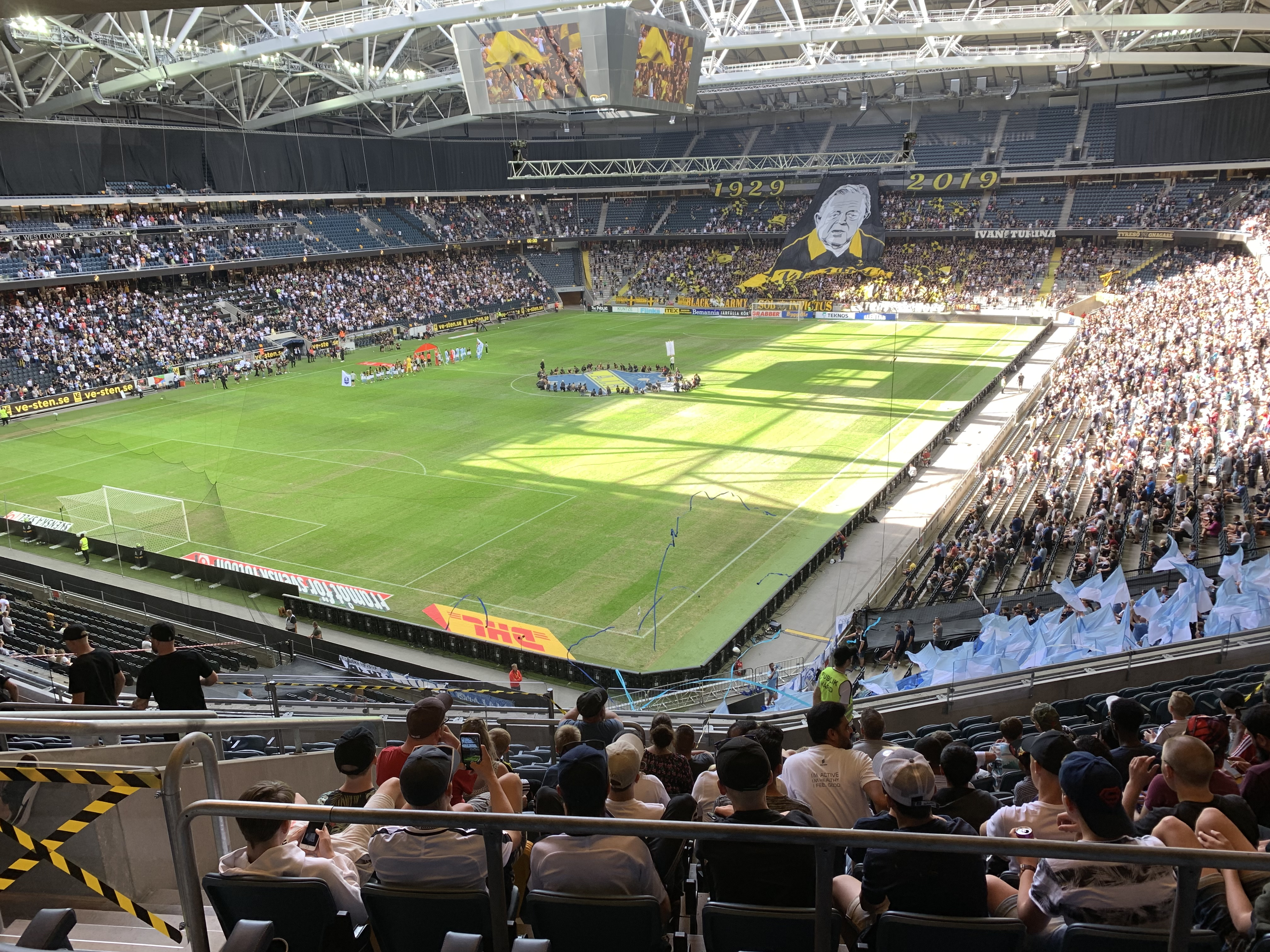
Hommage à Lennart Johansson au stade Friends Arena de Stockholm.

Nils Lennart Johansson, né le 5 novembre 1929 à Bromma (Suède) et mort le 4 juin 2019 à Moscou (Russie), est un dirigeant suédois du football, président de l'Union des associations européennes de football (UEFA) du 19 avril 1990 au 26 janvier 2007.

## Biographie
Lennart Johansson commence sa carrière professionnelle en 1950 comme directeur de l'entreprise de production de lino Forbo Forshaga, basée à Göteborg en Suède, une responsabilité qu'il va assurer pendant quarante ans.
En 1967, il devient président de l'AIK Solna, club omnisports dont la section football est l'une des plus prestigieuses de Suède, et ne quitte son poste qu'en 1980. Après avoir rendu service au sein de la Ligue professionnelle de football, il prend la direction de la Fédération de Suède de football en 1984 (ou 1985 selon les sources). Il s'y fait remarquer, au point d'intégrer rapidement l'Union des associations européennes de football dont il est élu président en 1990 au Congrès de Malte, en remplacement du Français Jacques Georges. Il bat le Suisse Freddy Rumo 20 voix à 15.
Son mandat coïncide avec une période de grand changement pour le football européen, en termes politiques (avec l'éclatement de l'Union soviétique) et commerciaux. L'administration de l'UEFA (dont le siège déménage de Genève à Nyon en 1995) devient une entreprise de spectacles, organisant la compétition de clubs la plus prestigieuse au monde, la Ligue des champions de l'UEFA, qui remplace à partir de 1992 l'ancienne Coupe des clubs champions européens. En parallèle, les compétitions européennes annexes (Coupe d'Europe des vainqueurs de coupe et Coupe UEFA) sont peu à peu dévalorisées (au point que la première est arrêtée en 1999). Par ailleurs, le Championnat d'Europe, qui passe de huit à seize équipes à partir de 1996, devient un grand rendez-vous du football mondial. Étant donné le niveau moyen de ses participants, cette compétition est considérée comme d'un niveau très proche de celui d'une Coupe du monde.
Pour autant, Lennart Johansson, vice-président de la FIFA de droit, est battu lors de la course à la présidence de la Fédération internationale en 1998, au profit de l'ancien secrétaire Sepp Blatter, à l'issue d'un duel serré. Figure incontournable du football mondial, il préside les comités d'organisation des Coupes du monde de 2002 au Japon et en Corée du Sud et 2006 en Allemagne.
Réélu en 2005 pour deux ans, il est candidat à sa propre succession à la tête de l'UEFA, au congrès de Düsseldorf en janvier 2007. Il y est pourtant battu à l'issue d'un vote serré (27 votes contre 23) par Michel Platini (soutenu par Blatter). Le Français le nomme alors président honoraire de l'UEFA.

## Parcours
- 1964-1980 : président de l'AIK Solna
- 1984-1991 : président de la Fédération de Suède de football
- 19 avril 1990 - 26 janvier 2007 : président de l'UEFA

## Distinctions
- Médaille de Sa Majesté le Roi